# Хайнрих LXIII Ройс-Кьостриц
Хайнрих LXIII Ройс-Кьостриц (на немски: Heinrich LXIII Fürst Reuss-Schleiz-Köstritz; * 18 юни 1786, Берлин; † 27 септември 1841, Щонсдорф, Йеленогорски окръг, Югозападна Полша) от род Дом Ройс, е принц/княз на Ройс-Кьостриц, политик, член на „Първата камера на племенното събрание“ в Кралство Саксония. Той е дядо на принцеса Елеонора Българска (1860 – 1917), съпруга от 1908 г. на цар Фердинанд I от България (1861 – 1948).

## Биография
Той е вторият син на принц Хайнрих XLIV Ройс-Кьостриц (1753 – 1832) и първата му съпруга фрайин Вилхелмина Фридерика Мария Августа Елеонора фон Гойдер-Рабенщайнер (1755 – 1790), дъщеря на фрайхер Фридрих Кристиан фон Гойдер-Рабенщайнер (1710 – 1770) и Йохана Вилхелмина фон Бредов (1729 – 1758). Баща му се жени втори път на 12 май 1792 г. във Фалкенбург, Лимбург, за фрайин Августа Ридезел цу Айзенбах (1771 – 1805).
По-големият му брат е принц Хайнрих LX Ройс-Кьостриц (1784 – 1833), а по-малкият му полубрат е принц Хайнрих LXXIV Ройс-Кьостриц (1798 – 1886). Сестра му Августа Ройс-Кьостриц (1794 – 1855) е от 1819 г. съпруга на херцог Хайнрих фон Анхалт-Кьотен (1778 – 1847).
След смъртта на по-големия му брат Хайнрих LX той става сеньор на „средния клон на линията“ Кьостриц. От 1833/1834 г. до смъртта си Хайнрих LXIII е в I. Камера на Саксонския парламент. Той притежава също рицарските имения в Клипхаузен в област Майсен, Лайхнам и Кликс в област Бауцен.
Хайнрих LXIII Ройс-Кьостриц умира на 55 години на 27 септември 1841 г. в Щонсдорф, Йеленогорски окръг, Югозападна Полша.

## Фамилия
Първи брак: на 21 февруари 1819 г. в дворец Вернигероде с графиня Елеонора фон Щолберг-Вернигероде (* 26 септември 1801, Илзенбург; † 14 март 1827, Клипхаузен), дъщеря на граф Хайнрих фон Щолберг-Вернигероде (1772 – 1854) и принцеса Каролина Александрина Хенриета Жанета (Жѐни) фон Шьонбург-Валденбург (1780 – 1809). Тя умира на 25 години след раждането на последния им син. Те имат шест деца:
- Йохана Елеонора Фридерика Еберхардина (* 25 януари 1820, Дрезден; † 14 юли 1878, Ронщок), омъжена на 20 юли 1843 г. в Щонсдорф за принц Фердинанд Хайнрих Ердман фон Шьонайх-Каролат (* 26 юли 1818, Забор; † 24 май 1893, Забор)
- Хайнрих IV Ройс-Кьостриц (* 26 април 1821, Дрезден; † 25 юли 1894, Ернстбрун), наследява братовчед си княз Хайнрих LXIX („стария клон“) след смъртта му на 1 февруари 1878 г. като княз на Ройс-Кьостриц, женен на 27 декември 1854 г. в Грайц за принцеса Луиза Ройс цу Грайц (* 3 декември 1822, Грайц; † 28 май 1875, Ернстбрун до Виена); има един син и две дъщери; баща на царица Елеонора Българска
- Августа Ройс-Кьостриц (* 26 май 1822, Клипхаузен; † 3 март 1862, Шверин), омъжена на 3 ноември 1849 г. в Лудвигслуст за велик херцог Фридрих Франц II фон Мекленбург-Шверин (* 28 февруари 1823, Лудвигслуст; † 15 април 1883, Шверин)
- Хайнрих VI принц Ройс (* 22 ноември 1823, Вернигероде; † 5 декември 1823, Вернигероде)
- Хайнрих VII принц Ройс (* 14 юли 1825, Клипхаузен; † 2 май 1906, Требшен/Тшебехов), принц, генерал-адютант на кайзер Вилхелм I, първи немски посланик в Константинопол, женен на 6 февруари 1876 г. във Ваймар за принцеса Мария Александрина фон Саксония-Ваймар-Айзенах (* 20 януари 1849, Ваймар; † 6 май 1922, Требшен); има шест деца
- Хайнрих X принц Ройс (* 14 март 1827, Клипхаузен; † 26 октомври 1847, Падуа)

Втори брак: на 11 май 1828 г. в дворец Вернигероде с графиня Каролина фон Щолберг-Вернигероде (* 16 декември 1806, Гедерн; † 26 август 1896, Щонсдорф), дъщеря на граф Хайнрих фон Щолберг-Вернигероде (1772 – 1854) и принцеса Каролина Александрина Хенриета Жанета фон Шьонбург-Валденбург (1780 – 1809). Тя е сестра на първата му съпруга. Те имат шест деца:
- Хайнрих XII принц Ройс (* 8 март 1829, Дрезден; † 15 август 1866, Бад Лобенщайн), господар на Щонсдорф, женен на 6 юни 1858 г. в Плес за графиня Анна фон Хохберг, фрайин фон Фюрстенщайн (* 23 юли 1839, Фюрстенщайн; † 14 март 1916, Дрезден), има син и дъщеря
- Хайнрих XIII принц Ройс (* 18 септември 1830, Клипхаузен; † 3 януари 1897, Башков), принц, господар на Башков (в област Познан), женен на 25 септември 1869 г. във Фюрстенщайн за графиня Анна фон Хохберг, фрайин фон Фюрстенщайн (* 23 юли 1839, Фюрстенщайн; † 14 март 1916, Дрезден), вдовица на брат му
- Луиза (* 15 март 1832, Клипхаузен; † 1 април 1862, Щонсдорф)
- Хайнрих XV принц Ройс (* 5 юли 1834, Клипхаузен; † 23 декември 1869, Меран), женен на 26 ноември 1863 г. в Яновиц за графиня Луитгарда фон Щолберг-Вернигероде (* 30 август 1838, Яновиц; † 4 април 1917, Клипхаузен); има пет дъщери
- Анна Елизабет Ройс-Кьостриц (* 9 януари 1837, Дрезден; † 2 февруари 1907, Вернигероде), омъжена на 22 август 1863 г. в Щонсдорф за 1. княз Ото фон Щолберг-Вернигероде (* 30 октомври 1837, Гедерн; † 19 ноември 1896, Вернигероде)
- Хайнрих XVII, принц Ройс (* 20 май 1839, Клипхаузен; † 16 август 1870, битката при Марс ла Тур)